# Јокгрим
Јокгрим (њем. Jockgrim) општина је у њемачкој савезној држави Рајна-Палатинат. Једно је од 31 општинског средишта округа Гермерсхајм. Према процјени из 2010. у општини је живјело 7.014 становника. Посједује регионалну шифру (AGS) 7334012.

## Географски и демографски подаци
Јокгрим се налази у савезној држави Рајна-Палатинат у округу Гермерсхајм. Општина се налази на надморској висини од 114 метара. Површина општине износи 12,6 km². У самом мјесту је, према процјени из 2010. године, живјело 7.014 становника. Просјечна густина становништва износи 556 становника/km².